# Малый бегинаж (Гент)
Малый бегинаж в Генте — бегинаж в южной части бельгийского города Гента. В 1998 году включён в список Всемирного наследия ЮНЕСКО.

## История
Бегинки начали появляться в Западной Европе в XII веке. В 1234 году они основали в Генте два бегинажа. Здесь находили приют бегинки из числа мелких аристократок и недавно возникшего среднего класса.
Первые деревянные здания бегинажа пристраивались к городской стене. Начиная с XVII века деревянные постройки постепенно заменялись каменными. Большинство из сохранившихся до настоящего времени построек относится к XVII и XVIII векам. В XIX и XX веках они были частично подвергнуты реставрации, но её следы малозаметны.
Во время французской оккупации Бельгии бегинаж со всей собственностью перешёл в собственность Commissie der Burgerlijke Godshuizen van de Stad Gent. В 1801 году его официально признали религиозной общиной. В 1862 году бегинаж был выкуплен герцогом Аренбергом.
После Первой мировой войны герцог был вынужден отказаться от своих прав, поскольку являлся гражданином Германии. В 1925 бегинаж выкупила только что образованная некоммерческая организация Begijnhof O.L.V. Ter Hoyen. В 30 октября 1963 года бегинаж получил государственную защиту.

## Архитектура
Ворота бегинажа относят к неоклассицизму и датируют 1819 годом. Они являются единственным входом в бегинаж, где за стенами расположены все остальные постройки. Лужайка во дворе обсажена деревьями. Здания покрашены в белый цвет и имеют зелёные двери.
Главный храм бегинажа посвящён Богоматери. Он был построен в 1654-1658 годах, а в 1716 получил фасад в стиле барокко.
Жилое здание находится в северной части бегинажа. Здесь также расположены хозяйственные постройки, лазарет и часовня, посвящённая Св. Годелине.